# Danh sách nhân vật trong Kamen Rider Kabuto
Kamen Rider Gatack là một nhân vật hư cấu trong series Kamen Rider Kabuto tên của cậu ta là Kagami Arata. Trong tập 1 cậu ta dùng Masked Rider System để triệu gọi Kabuto Zecter nhưng cậu ấy không được Kabuto Zecter chọn. Ở tập 9, cậu ta đã được The Bee Zecter chọn, nhưng sau đó cậu ta lại từ bỏ. Sau này, cậu ta đã trở thành Chiến Thần do được Gatack Zecter chọn và đã trở thành Kamen Rider Gatack. Về sức mạnh, Gatack Zecter được đánh giá là mạnh hơn so với các Zecter còn lại, nhưng người chủ là kagami kĩ năng chiến đấu khá kém 
Trong movie God Speed Love cậu ta đã kết hôn với Kusakabe Hiyori (em của Kusakabe Souji).
Trong đoạn cuối của Hyper Battle video Gatack Hyper Born thì có 2 Hyper Zecter, một cái đã chọn Tendou, cái còn lại đã chọn Kagami và cậu đã biến thành Gatack Hyper.